# Epeolus cruciger
Epeolus cruciger là một loài Hymenoptera trong họ Apidae. Loài này được Panzer mô tả khoa học năm 1799.